# لیانگ ژونگشینگ
لیانگ ژونگشینگ (انگلیسی: Liang Zhongxing؛ زادهٔ ۲۳ دسامبر ۱۹۸۶) بازیکن واترپلو اهل چین است.
وی در مسابقات کشوری و بین‌المللی در مجموع برندهٔ ۱ مدال طلا شده‌است.